# Diopa
Diopa is een geslacht van vlinders van de familie spinneruilen (Erebidae), uit de onderfamilie Calpinae.

## Soorten
- D. corone Felder, 1874
- D. creta (Druce, 1901)
- D. furcula Walker, 1857
- D. magnetica Schaus, 1911